# Milkel
Milkel, obersorbisch Minakałⓘ, ist ein Dorf im Nordosten des sächsischen Landkreises Bautzen. Es zählt zur Oberlausitz und gehört seit dem 1. Januar 1999 zu Radibor. Der Ort gehört zum offiziellen sorbischen Siedlungsgebiet und hat 397 Einwohner.

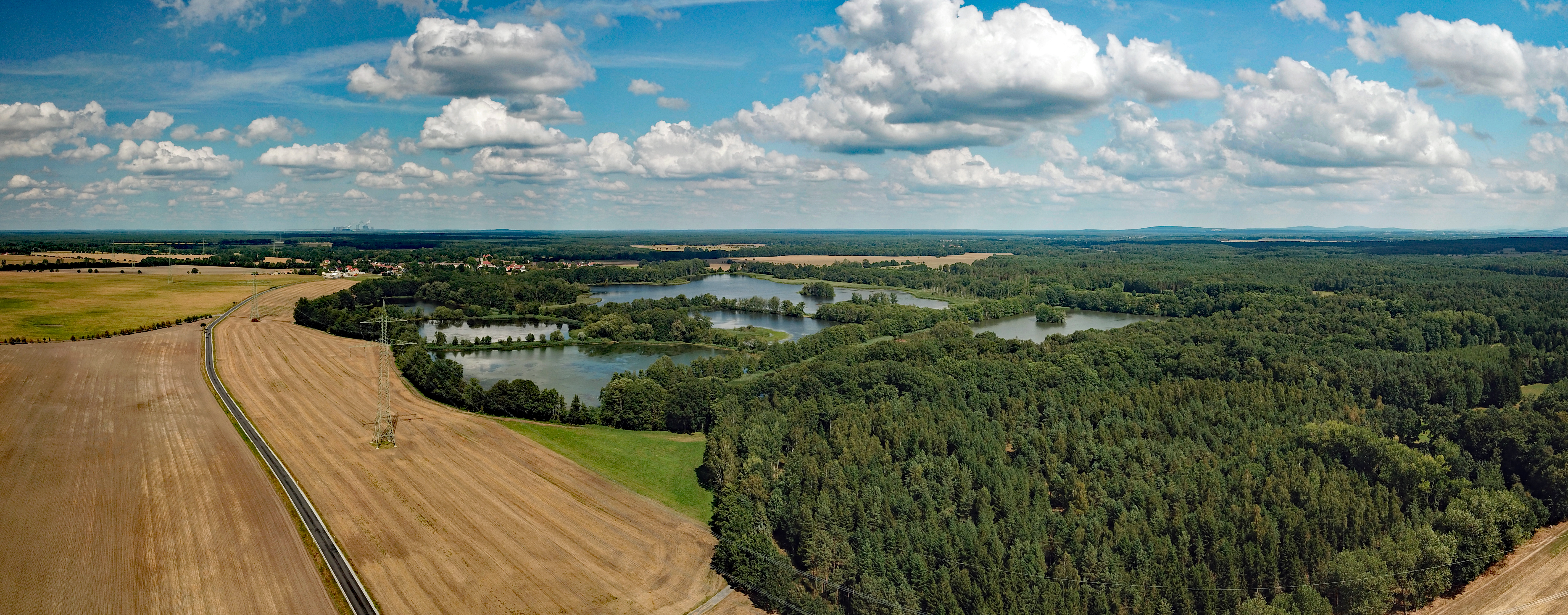
Luftaufnahme der Teiche südlich Milkel

## Geographie
Milkel liegt 15 Kilometer nördlich von Bautzen in der Oberlausitzer Heide- und Teichlandschaft auf 136 m ü. NN. Die Umgebung ist flach und wird von zahlreichen Wasserläufen und Teichen geprägt. Durch den Ort fließt die Kleine Spree, ein Arm der Spree. Südlich und nördlich von Milkel befinden sich mehrere große Fischteiche, davon liegt der Großteich im Süden dem Ort am nächsten. Weiter im Norden erstreckt sich mit den Driewitz-Milkeler Heiden eines der größten Waldgebiete der Oberlausitz.
Milkel ist ein Konglomerat aus einem Straßenangerdorf, einer erweiterten Gutssiedlung im Nordosten und dem Ortsteil Teicha im Norden. Nordöstlich und südwestlich des Ortes erstrecken sich ausgedehnte Waldgebiete. Die nächste höhere Erhebung ist der westlich gelegene Hahnenberg bei Droben (199 m).

## Geschichte

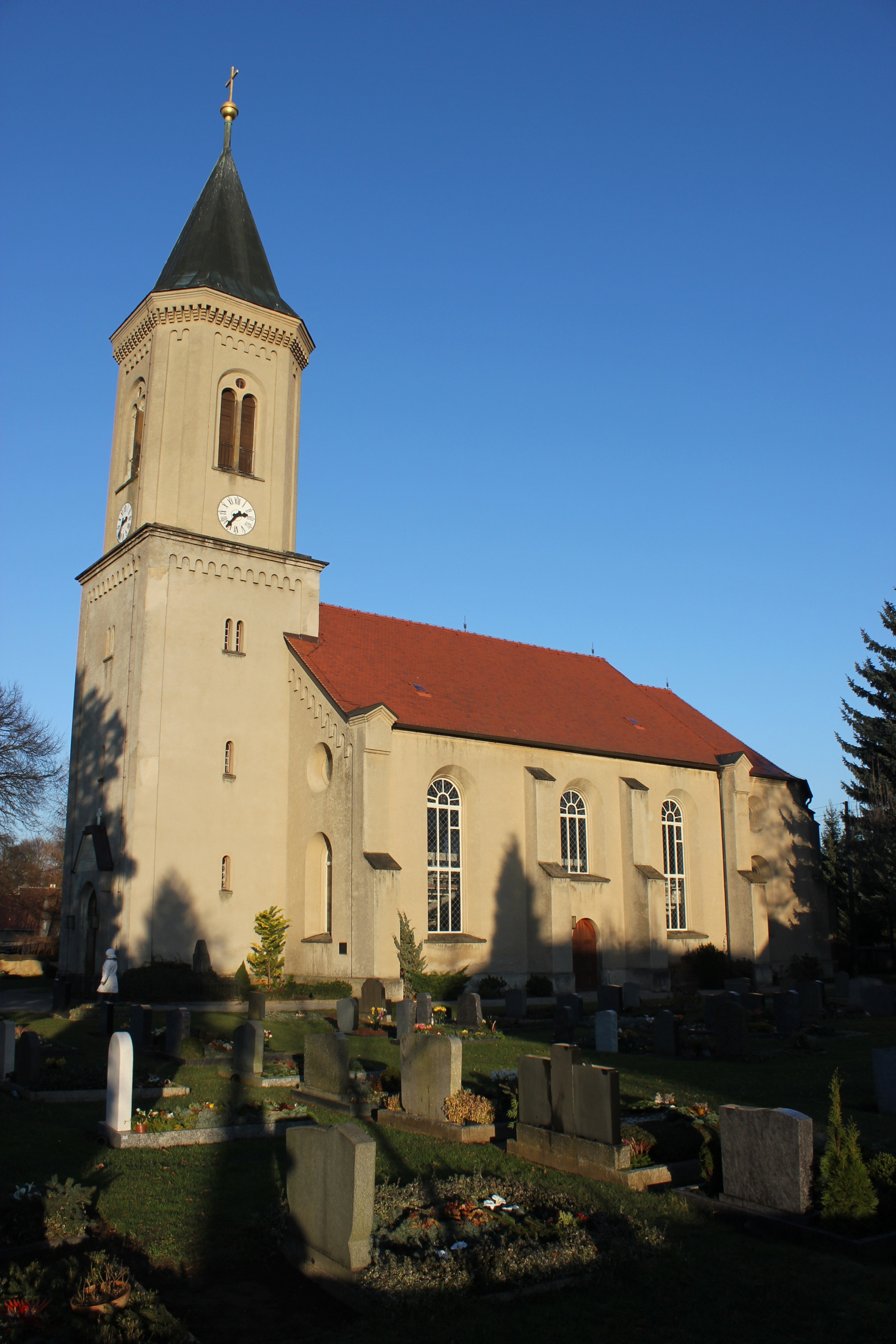
Die evangelisch-lutherische Kirche

Der Ort wird erstmals 1322 als Milakal erwähnt. Das Rittergut findet 1430 erste Erwähnung. In den Jahren 1556 und 1752 brannte jeweils der gesamte Ort mit Ausnahme der Kirche nieder.
Nach dem Wiener Kongress verbleibt Milkel beim Königreich Sachsen, während einige nördlich gelegene Dörfer der Pfarrgemeinde zu Preußen kommen. Noch 1884/85 zählte Arnošt Muka in Milkel 436 Einwohner, von denen 389 Sorben waren (89 %). Damit war Milkel eines der größten sorbischen Dörfer in der Umgebung. Ernst Tschernik ermittelte in der Gemeinde Milkel 1956 noch einen sorbischsprachigen Anteil von 57,1 % der Bevölkerung. Seitdem ist der Gebrauch des Sorbischen im Ort weiter stark zurückgegangen.
Bis Ende 1998 war Milkel eine eigenständige Landgemeinde mit den Ortsteilen Teicha, Droben und Wessel (beide seit 1936) sowie Lippitsch (seit dem 8. September 1977). Diese wurde dann mit der Gemeinde Radibor unter diesem Namen zusammengelegt.

## Bevölkerung
Die letzten Bevölkerungsdaten für die eigenständige Gemeinde Milkel geben für 1990 1021 Einwohner an. 1890 hatte der Ort 358 Einwohner. Seit der Wiedervereinigung ist die Einwohnerzahl leicht gesunken; die Gemeinde Radibor gibt für 2008 404 Bewohner an.

### Religion
Bereits 1322 ist eine Pfarrkirche in Milkel erwähnt. Die letzten Angaben zur Religionszugehörigkeit stammen von 1925. Damals waren 419 von 422 Einwohnern evangelisch-lutherisch (99 %). Am 23. Juni 1960 fand ein Sorbisch-Evangelischer Kirchentag in Milkel statt.

## Wirtschaft und Infrastruktur
Die zahlreichen Teiche in der Umgebung werden zur Fischzucht genutzt.

### Bildung
Nach dem Zweiten Weltkrieg war Milkel sowohl Standort einer sorbischen Grundschule als auch (ab 1953) der Zentralen Obersorbischen Sprachschule, an der Bürgermeister und andere Funktionsträger der Lausitz die sorbische Sprache erlernten. Diese war im Schloss untergebracht und wurde 1993 geschlossen.

### Verkehr
In Milkel trifft die Staatsstraße 106 von Bautzen kommend auf die S 101 (Königswartha-Guttau). Lokalstraßen verbinden den Ort mit Uhyst (9 km) und Lippitsch (2 km).
Regiobus betreibt die Buslinien 701 von Bautzen über Milkel nach Königswartha und zurück sowie 716 von Radibor über Milkel nach Königswartha.

## Sehenswürdigkeiten
Die bekanntesten Sehenswürdigkeiten des Ortes sind das Schloss und der dazugehörige Park. Das Gebäude wurde im 18. Jahrhundert nach dem Vorbild von Schloss Moritzburg mit zwei Rundtürmen neu erbaut und ist heute nicht für die Öffentlichkeit zugänglich. Die Pfarrkirche im Ortszentrum erhielt ihre heutige Gestalt 1857.

## Persönlichkeiten
- August Ludwig Diemer (1774–1855), Rechtsgelehrter, geboren in Milkel
- Kurt Heinrich Ernst von Einsiedel (1811–1887), Pferdezüchter und Autor, Gutsherr auf Milkel